# ぼくらの空は四角くて
「ぼくらの空は四角くて」（ぼくらのそらはしかくくて）は、日本の楽曲。作詞：峯陽、作曲：林光、歌：西六郷少年少女合唱団。

## 概要
1968年11月、NHKの『みんなのうた』で紹介。高度経済成長時代のビル街から見える空や、ビル街付近の街の様子を歌った歌。場所名は歌われてはいないが、「テレビタワー」「高速道路」「地下鉄」、そして「富士山」が歌詞にある所を見ると、東京都と思われる。テンポは前半はボサノバ調だが、後半はスイング調となっている。放送では2番は省かれた。
定時番組の再放送は1969年6月 - 7月のみ、また同年1月2日と12月29日の『特集みんなのうた』でも再放送されたが、2011年10月 - 11月にラジオのみで42年ぶりの再放送となった。
なお1969年1月2日放送分は番組にゲスト出演した西六郷少年少女合唱団（当時『特集』はゲスト出演者を招いての放送だった）が、生で本曲を歌った。